# Região Geográfica Intermediária de Marília
A Região Geográfica Intermediária de Marília é uma das onze regiões intermediárias do estado brasileiro de São Paulo e uma das 134 regiões intermediárias do Brasil, criadas pelo Instituto Brasileiro de Geografia e Estatística (IBGE) em 2017. É composta por 54 municípios, distribuídos em cinco regiões geográficas imediatas.
Sua população total estimada pelo Instituto Brasileiro de Geografia e Estatística (IBGE) para 1º de julho de 2018 é de 1 057 172 habitantes, distribuídos em uma área total de 19 517,374 km².
Marília é o município mais populoso da região intermediária, com 237 130 habitantes, de acordo com estimativas de 2018 do Instituto Brasileiro de Geografia e Estatística (IBGE).

## Regiões geográficas imediatas
| Região geográfica imediata | Municípios | População Estimativa 2018 | Área (km²) |
| -------------------------- | --- | ------------------------- | ---------- |
| Marília                    | Álvaro de Carvalho Alvinlândia Campos Novos Paulista Echaporã Fernão Gália Garça Getulina Guaimbê Júlio Mesquita Lupércio Marília Ocauçu Oriente Oscar Bressane Pompeia Quintana Vera Cruz | 388 391                   | 6 691,819  |
| Assis                      | Assis Borá Cândido Mota Cruzália Florínea Lutécia Maracaí Palmital Paraguaçu Paulista Pedrinhas Paulista Platina Tarumã                                                                    | 246 184                   | 4 891,912  |
| Ourinhos                   | Bernardino de Campos Canitar Chavantes Espírito Santo do Turvo Ibirarema Ipaussu Ourinhos Ribeirão do Sul Salto Grande Santa Cruz do Rio Pardo São Pedro do Turvo                          | 237 586                   | 3 655,234  |
| Tupã                       | Arco-Íris Bastos Herculândia Iacri Parapuã Queiroz Rinópolis Tupã | 128 386                   | 2 710,060  |
| Piraju                     | Fartura Piraju Sarutaiá Tejupá Timburi | 56 625                    | 1 568,349  |
| Total                      | 54 | 1 057 172                 | 19 517,374 |